# St. Gervais (Biel)

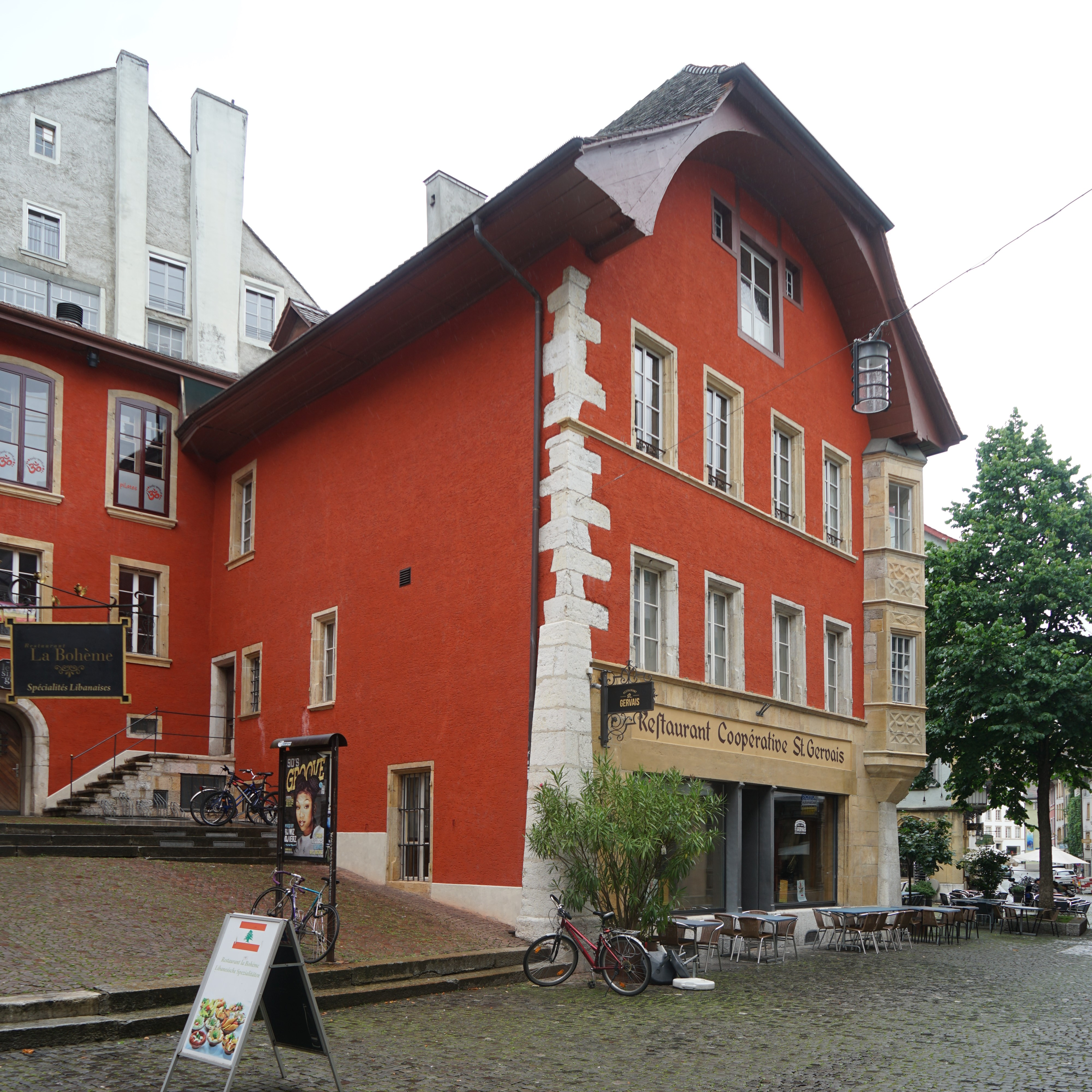
Ansicht von Süden, 2025

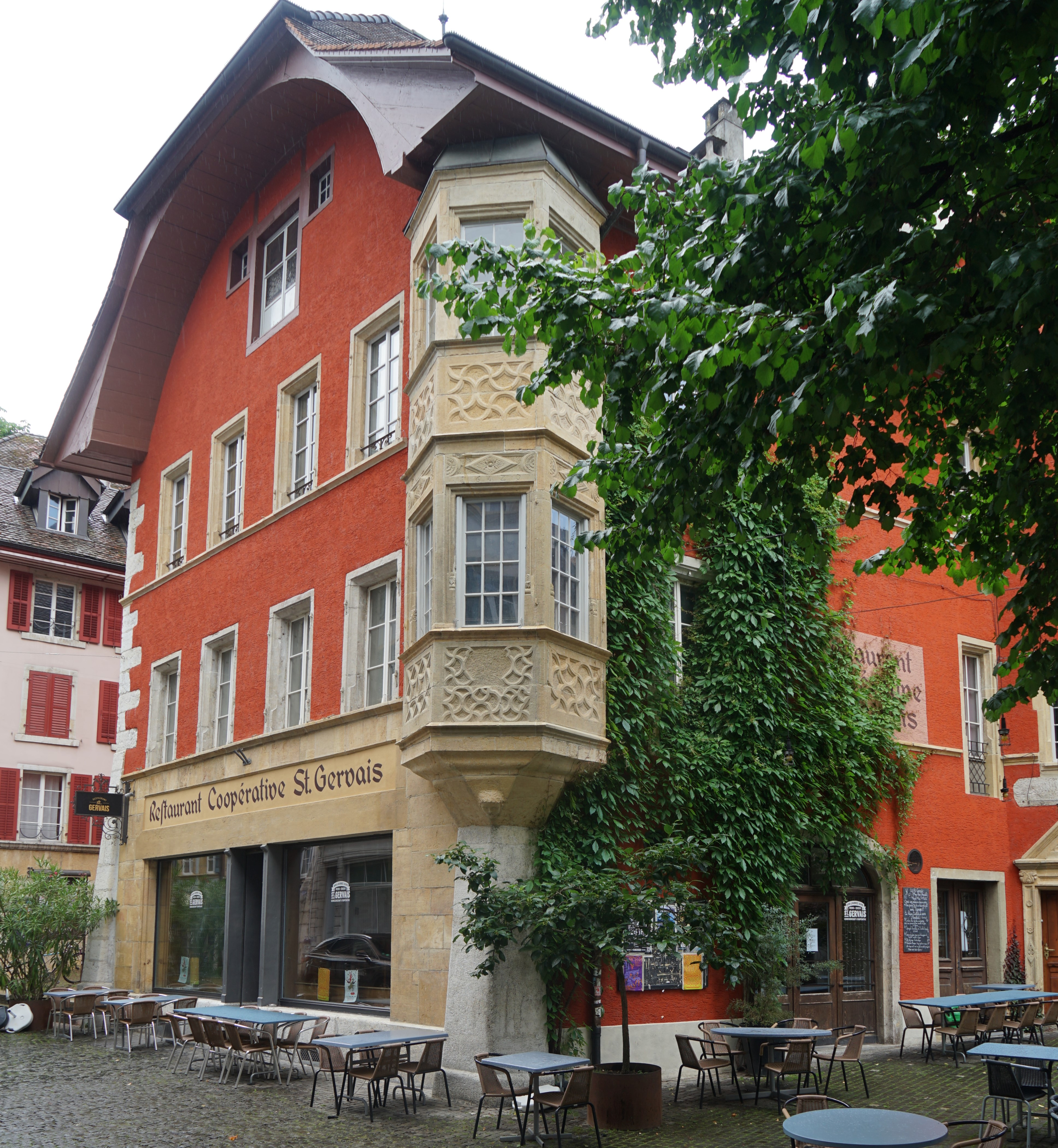
Ansicht von Nordosten, 2025

Das St. Gervais ist das ehemalige Schaffnerhaus des Klosters Bellelay in Biel (französisch Bienne) im Schweizer Kanton Bern. Es wurde um 1577 errichtet, diente ab 1892 als erstes Volkshaus der Schweiz und steht unter Denkmalschutz.

## Lage
Das Bauwerk liegt mit der Nummer «21» an der Untergasse (Rue Basse) im Quartier Altstadt (Vieille ville). Oberhalb der rückwärtigen Anbauten liegt der Ring mit der reformierten Stadtkirche.

## Geschichte
Das Gebäude wird auch «Abtenhaus» genannt. Es wurde um 1577 (1575–1599) neu erbaut. Der Schaffner des Ordens bewirtschaftete von hier aus die Rebberge am Bielersee. Onofrius Nieschang fügte 1620 einen Eckerker hinzu. Mehrfache Umbauten folgten. Die Ründi stammt von 1810, zu dieser Zeit wurde das Innere für den Kaufmann und Bankier David Schwab umgebaut. Das erste Volkshaus der Schweiz mit der Gastwirtschaft Helvetia wurde 1892 hier eröffnet. Es zog 1916 in das Gebäude Juravorstadt 9 um. Die «Societa Cooperativa Proletaria» erwarb 1920 die Liegenschaft. Sie gehört zu den ältesten Genossenschaften des Landes, wurde später in «Coopérative St. Gervais» umbenannt und betrieb dort ein Restaurant. (Der deutsche Revolutionär Johann Philipp Becker hatte in den 1840er-Jahren ein Café Saint Gervais in der Obergasse 33 eröffnet.) Das Haus ist weiterhin im Besitz der Coopérative welche heute unter «Genossenschaft St. Gervais» firmiert, die Bewirtschaftung ist verpachtet.
Das Gebäude wurde am 14. Oktober 2003 als «schützenswert» in das Bauinventar des Kantons Bern aufgenommen sowie durch Regierungsratsbeschluss (RRB) vom 29. November 1936 und einen Vertrag vom 23. September 2003 durch den Kanton unter Schutz gestellt.

## Beschreibung
Das dreigeschossige Haus hat einen «stattlichen», giebelständigen Baukörper. Im vierten Geschoss unter dem Ründidach wurde die Öffnung des Lastenaufzugs durch ein Fenster ersetzt. Ein Eckerker mit reichem Blendmasswerk setzt einen Akzent auf den schlichten Fassaden. Er ist mit «1620» datiert und mit dem Steinmetzzeichen von Onofrius Nieschang versehen. Ostseitig ist ein kräftiger Treppenturm angebaut. Er zeigt die Jahreszahl «1577» sowie ein «gute» Türrahmung im Stil der Renaissance. Die Fassaden sind teilweise mit Fensterbankgesimsen gegliedert. Beide Fassaden zeigen den Schriftzug «Restaurant Coopérative St. Gervais». Die «repräsentativen» Wohnräume des zweiten Obergeschosses sind mit «hervorragenden» Boiserien von 1810 ausgestattet. Nordwestseitig ist die ehemalige Stallung des Schaffnerhauses angebaut. Sie wird «Goletenhaus» genannt und zeigt im Obergeschoss ebenfalls «prachtvolle» Boiserien. Ein Durchgang führt zum Ring
Das als «wertvoll» geltende Haus setzt einen Schwerpunkt an der Untergasse.

## Belege
1. 1 2 3 4 5  Denkmalpflege des Kantons Bern: Untergasse 21, 2502 Biel/Bienne. In: Bauinventar des Kantons Bern. Kanton Bern, abgerufen am 10. Juli 2025.
2. ↑  Genossenschaft St. Gervais - CHE-102.373.926. In: Handelsregisterauszug (unbeglaubigt). Handelsregisteramt des Kantons Bern, abgerufen am 31. Juli 2025.
3. ↑  Restaurant St. Gervais: Über uns. Abgerufen am 10. Juli 2025.

Koordinaten: 47° 8′ 30,3″ N, 7° 14′ 49,4″ O; CH1903: 585468 / 221214